# Lovenia camarota
Lovenia camarota is een zee-egel uit de familie Loveniidae.
De wetenschappelijke naam van de soort werd in 1917 gepubliceerd door Hubert Lyman Clark.